# Karim Debbache
Karim Debbache, né le 15 novembre 1986, est un scénariste, vidéaste et streameur français et marocain.
Entre 2013 et 2014, il écrit et réalise l'émission Crossed, une chronique traitant des films en lien avec le monde du jeu vidéo publié sur Jeuxvideo.com. Son émission suivante, Chroma, produite par financement participatif en 2015, est diffusée de janvier 2016 à septembre 2017.
De 2013 à 2016 puis de 2019 à 2023, il coréalise et coécrit l'émission mensuelle Joueur du Grenier avec ses créateurs Frédéric Molas et Sébastien Rassiat.

## Crossed
Crossed est la première chronique cinéma réalisée par Karim Debbache. Chaque épisode présente un film en rapport avec les jeux vidéo, que ce soit une adaptation de jeu vidéo, un film sur l'industrie vidéoludique, ou une réalisation qui reprend les mêmes codes de mise en scène que le gameplay d'un jeu vidéo,. Dans un premier temps l'intrigue du film y est présentée, ensuite le film est analysé et commenté.
Le premier épisode (sur Super Mario Bros.) est publié le 6 février 2013, et le dernier épisode (sur Scott Pilgrim vs the World) est mis en ligne le 16 avril 2014. Chaque épisode est publié sur le site jeuxvideo.com ainsi que sur sa chaine YouTube.

## Chroma
Karim Debbache et ses partenaires Gilles Stella et Jérémy Morvan lancent une campagne de financement participatif le 22 octobre 2015 sur la plateforme Ulule en partenariat avec Dailymotion pour une nouvelle émission nommée Chroma, suite spirituelle de Crossed,.
L'objectif de financement est atteint au bout de 55 minutes avec un objectif minimum de 20 000 euros pour pouvoir produire la chronique, et 206 006 euros sont récoltés à la fin du financement le 23 novembre 2015, pour un total de 7 818 contributeurs.
Le premier épisode a été mis en ligne le 10 janvier 2016 et avait pour thème le film Troll 2.
Le douzième et dernier épisode ayant pour thème le film Carnosaur est sorti le 15 septembre 2017.

## Panic! XChroma
L'équipe de Chroma s'est jointe à la Colo Panic! Cinéma pour animer les projections Panic! X Chroma au Forum des images de Paris. Une fois par mois, ils projettent sur grand écran un film plus ou moins connu avant de le commenter à débat ouvert devant l'audience.
Trois saisons ont été animées entre octobre 2016 et juin 2019, accompagnées de "colos" estivales consistant en une semaine spéciale de projections animées ou commentées.

## Autres activités
Karim Debbache a collaboré à l'écriture et comme acteur de l'émission 3615 Usul sur jeuxvideo.com.
Il a également participé à l'écriture et à l'assistance technique (colorimétrie et éclairage) sur les vidéos de l'équipe Joueur du Grenier de 2013, à 2016 puis de 2019 à 2023. Durant ces périodes, il anime par ailleurs certains projets annexes de la chaîne, comme le podcast Nouveau Truc Super Cool [NTSC] sur la chaine youtube Bazar du Grenier avec Sébastien Rassiat et Nico depuis août 2021, ou l'émission Les Termes depuis septembre 2022, un talk-show sur la pop culture.[pertinence contestée]
Il est également streameur occasionnel sur la plateforme Twitch entre 2018 et 2023,,.